# Heysel-tragédia
A Heysel-tragédiát a hetvenes-nyolcvanas években jelentős futballhuliganizmus okozta, mikor 1985. május 29-én, a brüsszeli Heysel Stadionban, az angol Liverpool FC és az olasz Juventus FC mérkőzésén ledőlt egy támfal, 39, többségében olasz szurkoló halálát eredményezve. A mérkőzés az 1984-85-ös BEK sorozat döntője volt.
Nagyjából egy órával a tervezett kezdőrúgás előtt az ellenfél szurkolói által felhergelt angol huligánok betörtek az olaszoknak fenntartott szektorba, menekülésre késztetve őket. A stadion omladozó oldalfala nem bírta a nyomást, és az emberekre dőlt. A mérkőzést a tragédia ellenére lejátszották.
A tragédiát 2005-ben Lars-Christer Olsson, az UEFA akkori igazgatója „az UEFA-tornák történetének legsötétebb órájának” nevezte. Ide tartozik, hogy 1982-ben a moszkvai Luzsnyiki stadionban játszott Szpartak Moszkva–HFC Haarlem UEFA-kupamérkőzés legvégén a kijáratnál szerencsétlen módon összetömörült nézők 66 embert tapostak halálra; az eset részletei 1989-ben kerültek nyilvánosságra.

## A háttér
1985 májusában a Liverpool Európa első számú egyesülete volt, az elmúlt nyolc BEK sorozatból négy alkalommal is ők szerezték meg a végső győzelmet, és ismét bejutottak a legrangosabb európai kupa döntőjébe, ahol az előző évben, a hazai pályán játszó AS Roma ellen elnyert címük megvédésére készültek. Ismét olasz ellenfél várt rájuk, a KEK címvédője, az 1982-es világbajnok olasz válogatott nagy részét felvonultató, az 1983-as, 1984-es és 1985-ös év aranylabdásával, a francia Michel Platinivel kiegészülő Juventus akadályozhatta már csak meg a Vörösöket a duplázásban. Túlzás nélkül állítható, Európa legjobbjai készültek szembenézni egymással.
Korábban, januárban a két egyesület megmérkőzött már egymással, az Európai Szuperkupa döntőjében, Torinóban 2-0-ra nyert a Juventus. Elvileg lett volna még egy visszavágó, de a Liverpool nem talált helyet a naptárában, így azt Heysel utánra halasztották. Soha nem játszották le azt a mérkőzést.

### 1984 – Liverpool-Roma
A Heyselt megelőző esztendőben a Liverpool az AS Roma ellen játszotta a döntőt. A döntőt a Roma otthonában, a Stadio Olimpicóban rendezték, ahol az angol együttes győzedelmeskedett, tizenegyesekkel. A mérkőzés után a szállásaikra hazatérő Liverpool szurkolókat a Roma fanatikusainak csoportjai támadták meg, sok britet vertek, vagy késeltek meg. Az eseten megdöbbent római sajtó arról számolt be, hogy a támadás nem csak a vereség feletti csalódásnak volt köszönhető, hanem az olasz szurkolók előre eltervezett akciója volt, ezt bizonyítja, hogy már a mérkőzés előtt a stadionhoz érkezők autóiban is fegyverek voltak.
A liverpooli helyi rádió, a Radio City tudósítói is első kézből tapasztalhatták meg az erőszakos eseményeket. A római szurkolók egy csoportja a helyi buszmegállóban várakozó liverpooliakra támadt, a buszvezető pedig nem engedte felszállni az angolokat, így legtöbbjük Nagy-Britannia római nagykövetségén talált menedékre. Mindössze egy önként jelentkező buszsofőr akadt, aki vállalta, hogy járművén egészen a szállodájukig szállítja a briteket, a busz útját a rendőrök biztosították. A Radio City munkatársai a buszon készítettek interjút a megvert és megkéselt áldozatokkal. Az angol sajtó nem foglalkozott különösen az eseményekkel, egyedül a Liverpool Echo számolt be „Eksztázis és agónia” című vezércikkében a történtekről, az olasz média viszont napokig foglalkozott a sajnálatos üggyel.
Az 1984-es római eset után elterjedt a hír, hogy az angol huligánok általános támadásra és bosszúra készülnek az olaszok ellen a Juventus elleni döntőben, emiatt a leghírhedtebb csoportok, többek közt a lutoni MIGS, a millwalli Bushwackers, a West Ham-es ICF és a newcastle-i Gremlins tagjai is elutaztak Brüsszelbe. Ma már általánosan elfogadott nézet, hogy ezek a hírek nem fedik a valóságot.

## 1985. május 29.
Az 1930-ban épült Heysel Stadion eddigre elavult, és visszatekintve a történtekre, teljességgel alkalmatlan helyszín volt egy olyan jelentős sportesemény megrendezésére, mint amilyen a BEK döntője. A stadion nagy része omladozott. Sokak számára nyilvánvaló volt, hogy biztonsági szempontból nem alkalmas futballmérkőzés megrendezésére, de egyedül a Liverpool ügyvezető igazgatója, Peter Robinson próbált nyomást gyakorolni az UEFA-ra, hogy jelöljön ki új helyszínt.
Az arénába 58-60 ezer szurkoló zsúfolódott be azon az estén, mindkét részt vevő csapatot több mint 25 ezer fő képviselte. A gólvonal mögötti, állóhelyes lelátókat három-három zónára bontották szét. A Juventus szurkolói a saját oldalukon az O, az N és az M szektorokban foglaltak helyet, szemközt az X és Y szektorokat a liverpooliaknak, a közvetlenül emellett lévő Z szektort pedig a semleges belgáknak tartották fent. Az elv, hogy ilyen nagy semleges zónát alakítsanak ki, lehetővé tette az olasz és az angol szurkolóknak, hogy utazási ügynökségeken és a stadionon kívüli jegyüzéreken keresztül szerezzenek belépőt, és így egy veszélyes, kevert zónát alakítsanak ki. A semleges szektor ellen mindkét klub tiltakozott.
Ebben az időben Brüsszelben és Belgium egész területén jelentős számú olasz közösség élt és sok kivándorolt Juventus szurkoló vásárolt jegyet a Z szektorba. A maradék belépők nagy részét utazási ügynökségek vásárolták fel és adták el, többségében a Juventus szurkolóinak, kis százalékban a Liverpoollal szimpatizálóknak.
Mindehhez járult, hogy a két liverpooli szektor túlzsúfolt volt, hiszen sok szurkoló – legtöbbjük az egész napos ivászattól lerészegülten – jegy nélkül is bejutott a gyenge biztonsági ellenőrzést kijátszva. A helyzet teljesen kiéleződött.

### A tragédia

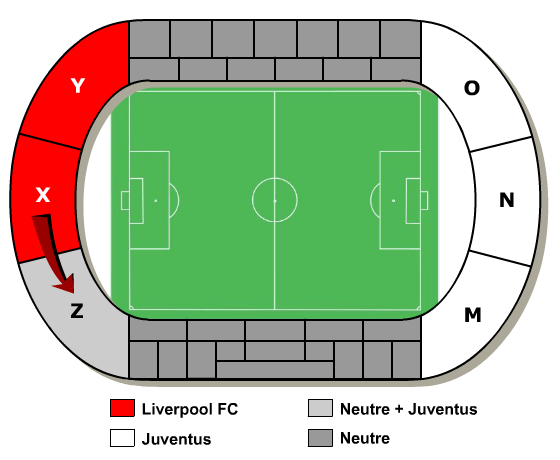
A Heysel stadion

A gondok hozzávetőlegesen este hét óra körül kezdődtek, egy órával a tervezett kezdőrúgás előtt. A tragédia egy feledésbe merült előzménye, hogy közvetlenül a BEK döntőt megelőzően egy ifjúsági mérkőzést játszottak a pályán. A két belga csapat pont a finálé résztvevőinek színeit viselte. A félidőben a vörös csapat vezetett 3-0-ra, a Liverpool szurkolók nagy megelégedésére, akik úgy szurkoltak, mintha már a kupadöntő folyna. Az első összecsapás a stadionban 19 óra 10 perc körül zajlott le, amikor a fehér csapat gólt szerzett, az olasz és az angol szurkolók összeverekedtek. Néhány perccel később a mérkőzést lefújták és a gyerekeket lehívták a pályáról. Az Y szektorban ülő liverpooliak és a Z szektorban lévő Juventus szurkolók csak néhány méternyire voltak egymástól. A két tábort csupán egy gyenge drótkerítés és a néhány rendőr által őrzött „senki földje” választotta el. Máig nem tisztázott körülmény, hogy ki kezdte a petárdák, rakéták és más anyagok átdobálását a másik szektorba, de az tény, hogy hét óra körül dobálózás alakult ki. A „bombák” között megtalálhatóak voltak a stadion darabjai is, hiszen az olyan rossz állapotban volt, hogy a drukkerek könnyedén újabb és újabb kődarabokat tudtak szerezni a lelátók padlózatából.
Ahogy közeledett a kezdőrúgás pillanata, a dobálózás egyre intenzívebbé kezdett válni. A Liverpool szurkolók egy csoportja ekkor, áttörve a drótkerítést, rohamot indított a Juventus szurkolói ellen, akik menekülésbe kezdtek. A nyolcvanas évek angol szurkolói kultúrájához szervesen kapcsolódott ez, teljesen általános volt, hogy az egyik tábor egy jól sikerült pillanatban betör az ellenfél területére, majd kis csetepaté után visszavonul a saját szektorába. Most viszont nem angol csapat küzdött angol ellen, az olaszok pedig nem ismerték, nem is ismerhették a szigetországi szokásokat, így fejvesztve menekülni kezdtek. De nem volt hova, emiatt a szektor oldalánál lévő falhoz préselődtek, sokan megpróbáltak átmászni azon, de a támfal nem bírta a nyomást és ledőlt.
A halálesetek döntő hányadát a fal leomlása okozta, 39 ember veszítette életét és több mint hatszázan sérültek meg. Az áldozatok testét vaskerítés darabokra helyezték és egy halomba gyűjtötték a stadionon kívül, hatalmas futball-zászlókkal takarva le őket. Mikor a rendőrségi és mentőhelikopterek megérkeztek, a légcsavarok szele egyszerűen lefújta az áldozatokról az egyszerű takarót. A helyzet kaotikus volt.
Az események viszont még korántsem értek véget, a Z szektorbeli társaikért bosszút állni szándékozó Juventus-fanatikusok elözönlötték a pályát és a Liverpool szurkolók felé indítottak támadást, de a rendőri beavatkozás végül megakadályozta, hogy még nagyobbra nőjön a káosz, igaz a Juventus szurkolói még így is két órán át küzdöttek - köveket, üvegeket és rakétákat dobálva - a rendőrökkel, egyikük még pisztolyt is rántott a rendfenntartókra. Mikor lefújták a mérkőzést, a lelátók egyes részein még mindig ádáz küzdelem folyt a rendőrök és az olaszok között, a pályát a mérkőzés alatt pedig mindvégig rendőri osztagok biztosították.

### A 39 áldozat
Harminckilenc futballszurkoló veszítette életét a tragédiában, 32 olasz, 4 belga, 2 francia és egy észak-írországi.
| - Rocco Acerra (29) - Bruno Balli (50) - Alfons Bos (35) - Giancarlo Bruschera (21) - Andrea Casula (11) - Giovanni Casula (44) - Nino Cerrullo (24) - Willy Chielens (41) - Giuseppina Conti (17) - Dirk Daeninckx, (38) - Dionisio Fabbro (51) - Jacques François (45) - Eugenio Gagliano (35) - Francesco Galli (25) - Giancarlo Gonnelli (20) - Alberto Guarini (21) - Giovacchino Landini (50) - Roberto Lorentini (31) - Barbara Lusci (58) - Franco Martelli (22) |  | - Loris Messore (28) - Gianni Mastrolaco (20) - Sergio Bastino Mazzino (38) - Luciano Rocco Papaluca (38) - Luigi Pidone (31) - Bento Pistolato (50) - Patrick Radcliffe (38) - Domenico Ragazzi (44) - Antonio Ragnanese (29) - Claude Robert (27) - Mario Ronchi (43) - Domenico Russo (28) - Tarcisio Salvi (49) - Gianfranco Sarto (47) - Amedeo Giuseppe Spolaore (55) - Mario Spanu (41) - Tarcisio Venturin (23) - Jean Michel Walla (32) - Claudio Zavaroni (28) |

### Juventus – Liverpool 1–0
A tragédia méretei ellenére a rendezők úgy gondolták, hogy meg kell tartani a mérkőzést, hiszen attól féltek, hogy annak lefújásával az események továbbterjedését kockáztatnák meg, így, miután a két csapatkapitány arra kérte a tömeget, hogy nyugodjanak le, elkezdődött a meccs. Bár a beszámolók eléggé ellentmondásosak ez ügyben, valószínűleg a játékosok nagy része nem volt tisztában a helyzet súlyosságával és azzal, hogy halottak is vannak, arról csak a mérkőzés után értesültek.
A meccset végül a Juventus nyerte 1-0 arányban, egy Michel Platini által értékesített, vitatható tizenegyessel. A büntetőt a svájci Daina játékvezető Zbigniew Boniek buktatásáért ítélte meg, igaz az egyértelműen a tizenhatos vonalán kívül történt.
A mérkőzés lefújása után a Juventus játékosai önfeledten ünnepeltek a pálya közepén, ebből is az feltételezhető, hogy a játékosok nem tudtak róla, hogy mi is történt pontosan a stadion sarkában két órával korábban.

## Következmények
Hivatalosan az egész tragédia miatt csak és kizárólag a Liverpool szurkolóit tették felelőssé. Május 30-án, az UEFA hivatalos ellenőre, Gunter Schneider azt nyilatkozta, hogy „Kizárólag az angol szurkolók a felelősek. Ez kétségtelen.” Az esemény szervezője, az UEFA; a Heysel Stadion üzemeltetői és a belga rendőrség ellen soha nem indult nyomozás. Nem folytattak nyomozást a tragédiát kiváltó okokkal kapcsolatban sem.
Május 31-én, Margaret Thatcher brit kormányfő nyomására az FA visszavonta a következő évre az összes angol csapat nevezését az európai kupákból, két nappal később pedig az UEFA „meghatározatlan időtartamra” kitiltotta az angol klubokat. Június 6-án a FIFA kiterjesztette a tilalmat az egész világra, de egy héttel később ezt úgy módosították, hogy engedélyezték a barátságos mérkőzéseket. A kizárás nem érintette az angol nemzeti válogatottat. A Liverpoolra további hároméves eltiltást róttak ki az utánra, ha a többi angol csapatot felmentik a büntetés alól. Végül az angol csapatok száműzetése öt évig tartott és a Liverpool extra büntetését is egy évre csökkentették.
A brit rendőrség átfogó vizsgálatot indított az elkövetők bíróság elé állításának érdekében. 17 percnyi filmet és rengeteg fényképet vizsgáltak át a nyomozás során. A TV Eye egy egyórás műsor keretében bemutatta az egész felvételt és a brit napilapok is publikálták a gyanúsítottak fotóit.
27 letartóztatás történt emberölés vádjával, 60%-uk volt liverpooli, a többiek Aberdeentől Ipswichig az ország többi területéről származtak. Sokan közülük már jól ismertek voltak különböző, futball eseményeken történt rendbontás miatt. 1989-ben, egy öt hónapos bírósági tárgyalás után 14 Liverpool szurkolót ítéltek el Belgiumban 3 évre, gondatlanságból elkövetett emberölés miatt. A büntetés időtartamának felét felfüggesztették, és máig nem tisztázott, hogy hányan töltötték le a büntetésüket.
A Heyselben még tíz éven keresztül tartottak atlétikai versenyeket, de többé nem rendeztek futballmeccset az öreg stadionban. 1995-ben a létesítményt lebontották és a Baldvin király Stadiont építették fel a helyén, 1996-ban pedig a futball is visszatért „Heyselbe”, a Belgium–Németország barátságos mérkőzés keretében. Még ugyan ebben az évben ismét nemzetközi kupadöntőt rendeztek itt, 1996. május 8-án a Paris Saint-Germain 1-0 arányban győzte le a Rapid Wien együttesét a KEK fináléjában.

### Játékosok és szurkolók reakciói
Több Juventus játékos és szurkoló is felemelte a hangját az ellen a mód ellen, ahogy az olasz klub kezelte a történteket, nem sokkal a mérkőzés után a trófeát a klub múzeumában állították ki, de semmit sem tettek a tragédiában érintett családok megsegítésére, még csak egy emlékművet sem állítottak az áldozatok tiszteletére.
A Liverpool játékosai és szurkolói viszont azt hangoztatták, hogy helytelen csak és kizárólag a Liverpoolra terhelni a felelősséget, ahelyett, hogy felülvizsgálnák a stadionkijelölési, a jegyelosztói és a biztonsági rendszereket, de végül ez ügyben soha nem történt kivizsgálás.

### Következmények az angol futballban
Az európai kupákból való kitiltás kétségkívül mély hatással volt az angol futballra. Anglia csapatai az  ötéves  eltiltás előtt uralták Európát, zsinórban hat alkalommal nyerte meg angol csapat a BEK-et 1977 és 1982 között, majd 1984-ben ismét egy szigetországi diadal született. A tilalom 1990-ben történt feloldása óta először 1999-ben nyert angol csapat. A Liverpool hat év alatt négyszer nyerte el a kupát, de ezután húsz évet kellett várni az ötödikre. Az eltiltás miatt viszont megnőtt a nyomás az angol csapatokon, hogy a hazai porondon szerepeljenek jól, ez viszont az angol csapatok játékának minőségi emelkedését eredményezte.
Heysel után az angol csapatok igyekeztek szigorítani a szabályokon, hogy így tartsák távol a balhézó elemeket a stadionoktól, de jelentős, átfogó reform nem született egészen a Hillsborough-tragédiáig, amikor is 1989-ben 96 szurkoló veszítette életét.
Az új szabályozásnak köszönhetően ma már sok esetben tagságival kell rendelkezni az adott klubnál, hogy jegyhez juthasson valaki, a stadionokban pedig zártláncú kamerarendszer figyeli a szurkolókat. Azoktól a drukkerektől, akik nem megfelelően viselkednek a mérkőzések alatt, megvonhatják a tagsági igazolványt és ezzel kitilthatják őket az összes angol stadionból.

### A kitiltásban érintett egyesületek
Az eltiltás összesen 17 angol klubot akadályozott meg a nemzetközi kupaindulásban.
| Klub                | BEK                       | UEFA-kupa                 | KEK     |
| ------------------- | ------------------------- | ------------------------- | ------- |
| Liverpool           | 1986–87, 1988–89, 1990–91 | 1985–86, 1987–88          | 1989–90 |
| Everton             | 1985–86, 1987–88          | 1988–89                   | 1986–87 |
| Arsenal             | 1989–90                   | 1987–88                   |         |
| Tottenham Hotspur   |                           | 1985–86, 1987–88, 1989–90 |         |
| Manchester United   |                           | 1986–87, 1988–89          | 1985–86 |
| Chelsea             |                           | 1985–86, 1986–87          |         |
| Norwich City        |                           | 1987–88, 1989–90          |         |
| Nottingham Forest   |                           | 1988–89, 1989–90          |         |
| Southampton         |                           | 1985–86                   |         |
| Oxford United       |                           | 1986–87                   |         |
| West Ham United     |                           | 1986–87                   |         |
| Sheffield Wednesday |                           | 1986–87                   |         |
| Luton Town          |                           | 1988–89                   |         |
| Queens Park Rangers |                           | 1988–89                   |         |
| Derby County        |                           | 1989–90                   |         |
| Coventry City       |                           |                           | 1987–88 |
| Wimbledon           |                           |                           | 1988–89 |

A tilalom feloldása után az angol csapatoknak még öt évet kellett várniuk ahhoz, hogy visszanyerjék azokat a kupahelyeket, amikkel 1985 előtt rendelkeztek. Az 1994-95-ös kiírásig így 8 klub nem tudott elindulni az UEFA Kupában.
| Szezonok | Klub(ok)                                      |
| -------- | --------------------------------------------- |
| 1990–91  | Tottenham Hotspur, Arsenal, Chelsea           |
| 1991–92  | Crystal Palace, Leeds United, Manchester City |
| 1992–93  | Arsenal, Manchester City                      |
| 1993–94  | Blackburn Rovers, Queens Park Rangers         |
| 1994–95  | Arsenal                                       |

## Megemlékezések

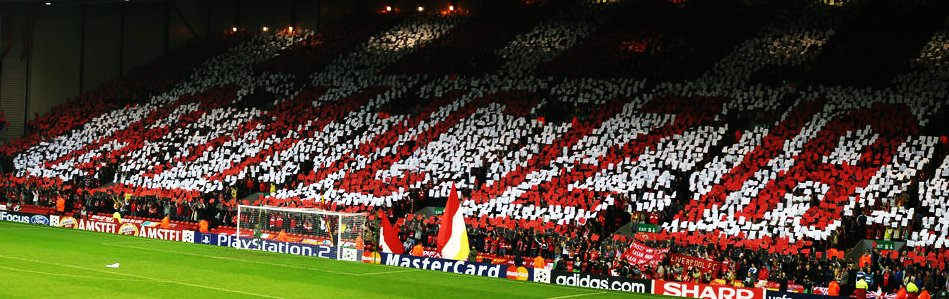
A Kop szurkolói "Amicizia" ("Barátság") felirattal tisztelegnek az áldozatok előtt, 2005. április 5.

A 2000-ben megrendezett Európa-bajnokság alkalmával az olasz nemzeti csapat összes tagja egy-egy virágot hagyott a Baldvin király Stadionban, így tisztelegve az áldozatok emléke előtt.
2005. május 29-én egy 140 ezer fontba kerülő emlékművet avattak fel az egykori Heyselben. A Patrick Rimoux francia művész által készített alkotás belga és olasz kő felhasználásával készült és az angol W. H. Auden által írt Funeral Blues című vers olvasható rajta, ezzel szimbolizálva a három nemzet közös bánatát. 39 égő világít az emlékművön, mindegyik egy-egy áldozat emlékére.
A Liverpool és a Juventus egymás ellen mérkőzött meg a 2005. évi Bajnokok Ligája negyeddöntője alkalmával. A mérkőzésre húsz évvel Heysel után került sor, ez volt az első alkalom a tragédia óta, hogy ismét megmérkőzhetett egymással a két egyesület. Az első mérkőzésre az Anfieldon került sor, a Liverpool szurkolói színes kartonlapokból az "amicizia" ("barátság" olaszul) szót formázták meg. Sok olasz drukker megtapsolta a gesztust, de jelentős részük hátat fordítva fejezte ki véleményét.
A torinói visszavágó alkalmával bosszúra szomjazó Juventus szurkolók csaptak össze a rendőrséggel és dobálták meg rakétákkal a Liverpool szurkolóit. A párharcot összességében a Liverpool nyerte 2-1-re, a sorozat végén az angolok hódították el a trófeát.
A tragédia után 9 nappal, június 7-én került sor arra a koncertre, amelynek felvételeiből az Edda Művek 5. album született. Pataky Attila a Barbárok című számot így vezette elő: "Ezt a nótát a brüsszeli labdarúgó események sajnos még aktuálisabbá tették."